# Penrose-driehoek

Driehoek van penrose

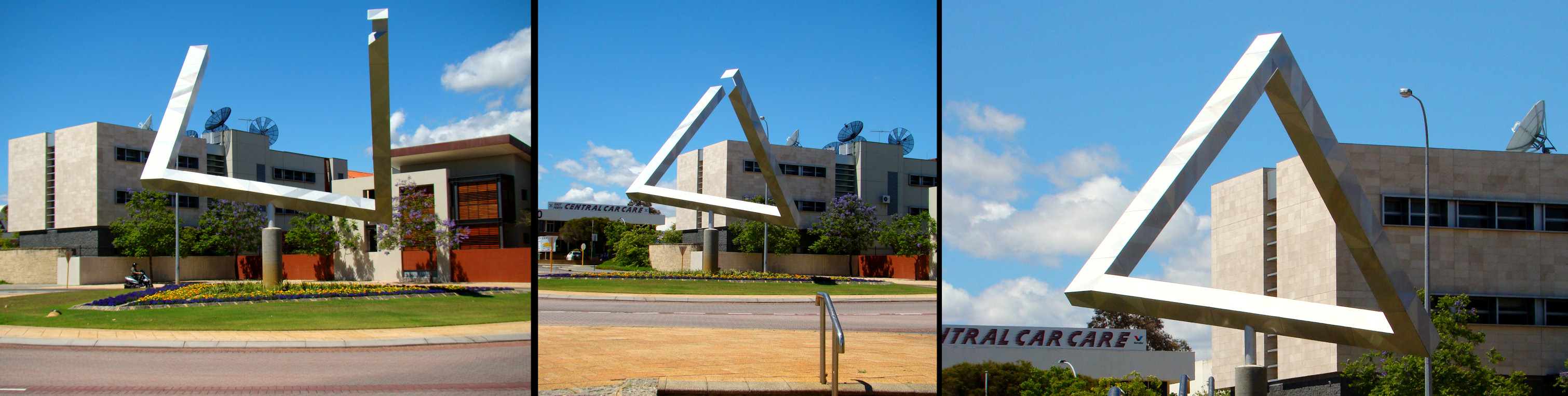
Sculptuur van de onmogelijke driehoek, East Perth, Australië.

De penrose-driehoek is een onmogelijke figuur, genoemd naar de Britse wis- en natuurkundige Roger Penrose, die dit figuur samen met zijn vader Lionel Penrose bedacht en in 1958 publiceerde. De Zweedse kunstenaar Oscar Reutersvärd had dezelfde driehoek reeds in 1934 getekend. De driehoek is een isometrische projectie van drie balken die alle drie loodrecht op de andere twee lijken te staan, maar tezamen toch een driehoek vormen (zie de afbeelding).
Het is een optische illusie en een onmogelijke figuur, wat wil zeggen dat door middel van bedrieglijke schaduw- en perspectiefwerking een ruimtelijke figuur wordt gesuggereerd die niet realiseerbaar is. Weliswaar is er een ruimtelijk bouwsel mogelijk dat dezelfde figuur suggereert, maar dat is niet de constructie die men "ziet".
De Nederlandse graficus M.C. Escher heeft de penrose-driehoek vaak toegepast in zijn werk.

## Vorming uit deelfiguren

Vorming van de penrose-driehoek (rechts) uit twee reële, waarneembare deelfiguren

Als het linkerdeel van de figuur parallel aan rechts wordt verplaatst totdat de bovenste horizontale rand samenvalt met de bovenste horizontale rand van het middelste deel, ontstaat de penrose-driehoek (rechts) door de overlapping van de twee delen. De eerste twee deelaanzichten van de penrose-driehoek zijn afzonderlijk waarneembaar, terwijl de resulterende driehoek een onmogelijke figuur vertegenwoordigt.